# Friedrich Mugler
Friedrich von Mugler (* 26. September 1793 in Sindringen; † 6. April 1869 in Stuttgart) war württembergischer Oberamtmann an verschiedenen Oberämtern.
Der Sohn eines Pfarrers absolvierte zunächst eine Schreiberausbildung und studierte von 1818 bis 1820 Rechtswissenschaft und Staatswissenschaft an der Universität Tübingen. Danach war er privat beim Fürsten von Hohenlohe-Bartenstein tätig, bevor er 1824 Amtmann in Bartenstein wurde. 1829 wurde er Oberamtmann beim Oberamt Gaildorf und 1834 beim Oberamt Heilbronn. Gleichzeitig wurde er zum Regierungsrat ernannt. 1852 wechselte er zum Amtsoberamt Stuttgart. In Stuttgart gehörte er auch dem Vorstand der Württembergischen Sparkasse an. 1866 trat er in den Ruhestand.
Er wurde 1838 mit dem Ritterkreuz des Ordens der Württembergischen Krone ausgezeichnet, womit der persönliche Adelstitel verbunden war, 1840 erhielt er das Ritterkreuz des Badischen Ordens vom Zähringer Löwen. 1839 wurde er zum zweiten Ehrenbürger von Heilbronn ernannt.